# 楚善里
楚善里，原名宝善里，是一处业已拆除的石库门里分，位于中华人民共和国湖北省武汉市江岸区胜利街、合作路、兰陵路合围之处的原汉口俄租界。里分曾为革命团体共进会所在，辛亥革命前夕，孙武在里分中试做炸弹导致爆炸（即宝善里爆炸案）使得起义提前发生。共进会旧址曾随里分拆除，后复建，现为湖北省文物保护单位。

## 里分概述
里分位于中山大道中段东南侧，处于兰陵路、胜利街、合作路合围之处，西北侧依靠中南剧场与武汉市第二十中学。主巷道位于里巷中部，呈东北西南走向。里巷全体屋舍俨然，在临街一侧设有骑楼。
宝善里是汉口地区修建最早的一批里分式建筑。在清末，江浙地产商张忠樵、卓剑辉、梁荣昆等人合资建成里分，起初定名为宝善里，里分工程由汉合顺营造厂建设。1923年，取《大学》中“楚国无以为宝，惟善以为宝。”一句，里巷改名楚善里。1967—1972年间，里分曾改称延安三里，此后恢复原名。
1990年代，房地产开发公司对楚善里进行整体拆迁改造，新建工程停工一段时日后复工，终在2006年修成住宅区“兰陵大公馆”。

## 湖北共进会旧址

### 宝善里爆炸案
原里分14号（拆除前28号）门牌建筑为清末革命党共进会自1911年春后在汉口的秘密据点，用作该会谋划起义的政治筹备处。同时筹备处总理刘公居住于里分2号（拆除前19号）便于指挥。10月9日下午，孙武在此处制造起义所需的炸弹时不慎发生爆炸，俄租界巡捕随即赶来，当日在里分中逮捕多人并引渡至湖北官府。此后当局便开启全城搜捕，一时间武汉三镇人心惶惶，革命党被迫提前发动武昌起义。

### 旧址本体
砖木结构，二层楼房，东向、硬山顶，红瓦。面阔4.5米，进深12.8米。

### 旧址后续
爆炸案发生后旧址建筑严重损毁，后得以重建，1981年又经整修。但共进会旧址随楚善里进行整体拆迁改造也遭拆除，而此时共进会旧址已经成为文物保护单位。在一片质疑声中，2001年，遂在原址附近依照原样重建。

### 旧址保护
1959年6月10日，旧址以“辛亥革命共进会遗址”的名义被武汉市人民委员会列为第一批武汉市文物保护单位。1992年12月16日，旧址以“湖北共进会旧址”的名义被湖北省人民政府列为第三批湖北省文物保护单位。
旧址作为文物的保护范围：湖北共进会旧址及周围一定范围。以旧址外墙为界，四周各向外延伸10米。
旧址作为文物的建设控制地带：以保护范围为界，四周各向外延伸20米。